# V-N701
V-N701（ブイ エヌ　ななまるいち ）はNEC製のJ-フォン（現ソフトバンクモバイル）のW-CDMA通信方式の携帯電話端末である。

## 概要
J-フォンの3Gサービス「Vodafone Global Standard」（現SoftBank 3G）初となる端末で、テレビ電話に対応しており、GSM800MHz、1800MHzに対応しているので国外でも利用可能である。しかし、1900MHzには対応していないためアメリカなど一部地域での利用が不可能である。

## 沿革
- 2002年11月5日　 テレコムエンジニアリングセンターによる技術基準適合証明の工事設計認証（工事設計認証番号01XYAA1021）
- 2002年11月21日　電気通信端末機器審査協会による技術基準適合認定の設計認証（設計認証番号A02-0892）
- 2002年12月20日　発売開始
- 2007年9月20日　 10月中旬以降、ソフトバンクモバイルのネットワークでは順次利用できなくなり、翌年1月以降は日本全国で利用できなくなると発表[1]